# 暗紋無線鰨
暗紋無線鰨為輻鰭魚綱鰈形目鰨亞目舌鰨科的其中一種，為熱帶海水魚，分布於西印度洋東非海域，棲息深度638公尺，體長可達16.2公分，棲息在底層水域，生活習性不明。

## 扩展阅读
維基物種上的相關：暗紋無線鰨